# Roy Schuening
Roy Schuening (Pendleton, 8 aprile 1984) è un giocatore di football americano statunitense che è attualmente free agent.

## Carriera universitaria
Ha giocato con gli Oregon State Beavers squadra rappresentativa dell'università dell'Oregon State.

## Carriera professionistica

### St. Louis Rams
Al draft NFL 2008 è stato selezionato come 157ª scelta dai Rams. Ha debuttato nella NFL il 28 dicembre 2008 contro gli Atlanta Falcons indossando la maglia numero 67.
Il 5 settembre del 2009 è stato svincolato.

### Oakland Raiders
Solo 2 giorni dopo ha firmato con la squadra di pratica degli Oakland Raiders. Il 13 dicembre è stato inserito nei 53 giocatori che compongono il roster ufficiale della squadra a causa dell'infortunio accorso al compagno Robert Gallery. Due giorni dopo è stato svincolato.

### Detroit Lions
Ha firmato con i Detroit Lions senza scendere in campo.
L'anno successivo nella stagione 2010 durante la preseason si è infortunato al braccio e prima dell'inizio della stagione il 20 agosto è stato svincolato.

### Seconda volta i Raiders
Il 4 gennaio 2011 ha firmato con i Raiders, ha scelto la maglia numero 67. Il 4 settembre è stato messo sulla lista infortunati. Il 27 dello stesso mese è stato tolto e il giorno seguente è stato svincolato.

## Statistiche
| Partite totali             | 1 |
| Partite totali da titolare | 0 |